# Minh Tư lăng
Tư Lăng (chữ Hán: 思陵) là nơi an táng Minh Tư Tông (hay Sùng Trinh) – Hoàng đế thứ 17 và cuối cùng của nhà Minh cùng hai người vợ ông là Chu Hoàng hậu và Điền Quý phi.

## Vị trí
Tư lăng nằm ở chân núi phía nam núi Lộc Mã, núi Thiên Thọ thuộc phía Tây Nam khu lăng mộ, thuộc huyện Xương Bình, thành phố Bắc Kinh, Trung Quốc.

## Sùng Trinh tìm đất xây lăng
Các vua chúa khi lên ngôi đều chọn đất và xây cất sẵn lăng mộ cho mình khi còn sống để làm nơi yên nghỉ khi qua đời. Nhưng vua Sùng Trinh đương thời chưa kịp xây cất lăng mộ cho mình khi còn sống.
Ngay từ khi lên ngôi (năm 1628), Sùng Trinh đã sai người tìm đất tốt ở núi Thiên Thọ, nhưng không tìm được đất tốt. Năm 1640 vua Sùng Trinh triệu Thành Ý bá Lưu Khổng Chiêu và Chân nhân Trương Giáp đến cùng xem khu đất mới tìm được tại núi Phụng Đài ở Kế Châu. Hai người xem và cho rằng vùng đất này đẹp nhưng việc khởi công vào thời điểm đó chưa tốt, phải đợi sang năm Sùng Trinh thứ 17 (1644) mới khởi công được. Tới năm 1644 xảy ra chiến loạn, quân Lý Tự Thành đánh vào Bắc Kinh. Do đó, tới tận khi Sùng Trinh qua đời, lăng mộ mà ông dự định chọn vẫn chưa được khởi công.

## Đề nghị của Lý Quốc Trinh
Tháng 3 năm 1644, quân khởi nghĩa Lý Tự Thành đánh vào Bắc Kinh. Minh Tư Tông biết không thể thoát được bèn giết chết các Hậu phi, Công chúa và lên núi Môi Sơn tự vẫn vào ngày 19 tháng 3.
Lý Tự Thành tiến vào thành Bắc Kinh treo thưởng 1 vạn lạng bạc cho ai tìm được Sùng Trinh. Ngày 21 tháng 3, người ta phát hiện ra vua Sùng Trinh chết đã cứng tại Môi Sơn.
Ngày hôm sau, quân Đại Thuận mang quan tài, dựng thi thể Sùng Trinh và Chu Hoàng hậu ra ngoài đặt ở cửa Đông Hoa để bêu trước dân chúng. Các quan lại nhà Minh không ai dám lại nhìn, chỉ có Tương Thành bá Lý Quốc Trinh bôi bùn lên mặt đến trước xác Sùng Trinh mà khóc. Lý Quốc Trinh bị quân Đại Thuận bắt đến nộp cho Lý Tự Thành. Tự Thành dụ hàng, Quốc Trinh ra 3 điều kiện:
1. Không được phá hoại các lăng tẩm vua nhà Minh
2. Dùng nghi lễ Thiên tử mai táng Sùng Trinh
3. Không làm hại Thái tử và Vĩnh vương, Định vương

Lý Tự Thành chấp nhận cả ba điều kiện. Nhưng lúc đó lăng mộ Sùng Trinh vẫn chưa khởi công, vì vậy Lý Tự Thành quyết định mang Sùng Trinh và Chu Hoàng hậu chôn vào khu mộ chung với Điền Quý phi, người vợ thứ của ông đã qua đời năm 1642.

## Táng vào mộ Điền Quý phi
Điền Quý phi là con gái Tả Đô đốc Điền Hoằng Ngộ, năm 1628 được phong làm Lệ phi rồi Quý phi. Bà sinh được 3 Hoàng tử. Năm 1640, Hoàng tử thứ 4 ốm chết, bà buồn sinh bệnh và qua đời tháng 7 năm 1642 và được vua Sùng Trinh táng tại phía nam núi Lộc Mã vào tháng 1 năm 1644.
Khu mộ của Điền Quý phi do Tả Thị lang bộ Công là Trần Tất Khiêm phụ trách xây dựng, nhưng công việc chưa tiến hành xong thì nhà Minh đã sụp đổ tháng 3 âm lịch năm đó.
Ngày 25 tháng 3, quan phủ Thuận Thiên của chính quyền Đại Thuận là Lý Phiếu theo lệnh Lý Tự Thành khai quật mộ Điền Quý phi để hợp táng thêm vua Sùng Trinh và Chu Hoàng hậu. Lý Phiếu giao cho quan ở Châu Xương Bình là Triệu Nhất Quế tuyển phu để đào mộ. Lúc đó chọn ngày 3 tháng 4 khiêng linh cữu ra, ngày 4 tháng 4 chôn cất. Nhưng khi đó ngân khố ở Châu Xương Bình đã hết mà việc mai táng lại gấp nên Triệu Nhất Quế phải tổ chức quyên góp và quyên được 233 lượng bạc.
Hầm mộ Điền Quý phi dài 13 trượng 5 thước, đào 4 ngày đêm mới đến cửa địa cung. Chiều ngày thứ 4, chính quyền Đại Thuận mang thi hài Chu Do Kiểm và Chu Hoàng hậu đến đặt ở linh đường. Sau khi làm lễ phúng viếng xong thì mở quách Điền Quý phi, chuyển quan tài sang bên phải giường đá, đưa quan tài Sùng Trinh vào trong, đặt vào giữa giường đá. Sau khi bày hương án và đồ lễ xong, thắp đèn vạn niên, đóng 2 tầng cửa đá, lấp bằng hầm mộ.

## Xây Tư lăng
Việc an táng vua Sùng Trinh và Chu Hoàng hậu được chính quyền Đại Thuận thực hiện không lâu sau thì quân Thanh tiến vào Trung Nguyên, đánh bại lực lượng chính quyền Đại Thuận rồi diệt nốt nhà Nam Minh (tàn dư nhà Minh ở phía Nam), cai trị toàn bộ Trung Quốc.
Để lấy lòng người Hán, lôi kéo tầng lớp địa chủ Hán ủng hộ chính quyền mới, nhà Thanh đã quyết định cho xây dựng kiến trúc trên phần mộ Điền Quý phi, nâng cấp lên thành lăng tẩm quy mô to lớn, đặt tên là Tư lăng.
Việc tiến triển xây dựng Tư lăng khá chậm. Nguyên nhân thứ nhất do thiếu kinh phí. Nguyên nhân thứ hai là nhân sự. Công việc vốn do bộ Công phụ trách, nhưng bộ Công thiếu người nên không phân công được. Nội giám giao cho 3 người Nhiễm Duy Triệu, Cao Thôi và Vương Ứng Sinh trông coi việc xây cất nhưng đây là lăng mộ vua triều trước, không sợ bị phạt nên tiến độ chậm trễ.
Sau khi có đủ kinh phí, việc xây dựng được tiến hành. Đến tháng 9 năm Thuận Trị thứ 2 (1645), việc xây dựng mới hoàn thành.

## Tu bổ
Tháng 8 năm 1654, học giả nổi tiếng đời Thanh là Đàm Thiên Tăng tới thăm viếng Tư lăng. Năm 1659, Tư lăng lại có thay đổi. Vốn khi xây, bia mộ ghi miếu hiệu là Hoài Tông, nhưng theo lễ thì triều vua sau đối với vua triều trước không đặt miếu hiệu mà chỉ đặt thụy hiệu, nên chỉ đặt thụy hiệu cho Sùng Trinh là Trang Liệt Mẫn Hoàng đế và thay bia "Hoài Tông" bằng bia "Trang Liệt Mẫn Hoàng đế".
Thời Thanh Cao Tông (Càn Long), Tư lăng được tu sửa 2 lần và có nhiều thay đổi. Năm 1745, Tả Thị lang Tiền Trần Quần đi tế ở Tư lăng, phát hiện thấy một số nơi bị sụt lở bèn tâu xin Càn Long cho sang sửa. Càn Long chấp thuận, giao cho Tổng đốc Trực Lệ là Na Tô Đồ thực hiện trùng tu.
Năm 1785, Tư lăng được tu sửa lần nữa trong đợt sửa sang cho tất cả 13 lăng mộ các vua nhà Minh.
Dù được triều đình nhà Thanh chính thức đặt tên là Tư lăng nhưng một số phần tử trí thức còn nhớ nhà Minh vẫn cự tuyệt gọi đây là "lăng" mà gọi là "Toản cung" và coi đó là cái nhục của nhà Minh chưa được rửa sạch.

## Qua biến cố lịch sử
Năm 1911, nhà Thanh sụp đổ, quân phiệt hỗn chiến liên miên. Sau đó Nhật Bản vào chiếm đóng vùng đông bắc. Tư lăng nhiều lần bị chiến tranh tàn phá nghiêm trọng.
Quân thổ phỉ địa phương đã 2 lần đào trộm và phá lăng mộ. Năm 1947, để xây dựng pháo đài, quân đội Quốc dân Đảng đã phá hoại phần lớn kiến trúc bề mặt khu lăng. Năm 1949, Cộng hòa nhân dân Trung Hoa ra đời, Tư lăng là nơi hoang tàn vắng lặng, chỉ còn lại di chỉ đền đài, bia đá, đồ thờ chạm đá.